# Fit-PC
El fit-PC es un computador empotrado miniatura sin ventilador. Es fabricado por la compañía israelí CompuLab, y fue introducido en julio de 2007. El dispositivo es eficiente energéticamente (cerca de 5 W) y, por lo tanto, se considera que es un proyecto Green computing capaz de usar software libre y de crear mínima Chatarra electrónica.

## Hardware
El fit-PC está basado en la tarjeta SBC-iGLX (sistema en un módulo (CM-iGLX). La remoción del calor es hecha por conducción hacia una caja completamente hecha de Aluminio sin salidas de aire. Un disco duro dentro de la carcasa es usado para el almacenamiento.

## Software
El sistema viene precargado con Linux Ubuntu 7.10 (Gutsy) y Gentoo en arranque dual, pero el fabricante indica que puede correr los sistemas operativos Linux y Windows XP.